# 薛介民
薛介民（1917年11月8日—1963年1月31日），福建省仙遊縣楓亭鎮人，中國共產黨員，福建省立醫學院肄業、中華民國空軍軍官學校畢業，受中共指派潛伏於空軍並吸收成員，1958年與其妻姚明珠身分曝光遭逮捕，1963年槍決於新店安坑，透過戰友劉邦榮證明與組織關係，2013年中華人民共和國民政部正式追認為革命烈士。

## 生平
1917年，薛介民生於福建省仙遊縣楓亭鎮，與妻子姚明珠為表兄妹（1946年完婚）。1938年抗戰爆發後中央政府航空學校改名空軍軍官學校並遷往雲南，當時就讀福建省立醫學院的薛介民已加入中國共產黨，受組織的指示考入中華民國空軍軍官學校，並成為潛伏地下黨員，吸收劉邦榮等人加入，1942年薛介民從空軍官校畢業後投入抗戰，先後轉戰於梁平、西安、成都、重慶等地，並多次擊落日軍戰機，保衛潼關、西安。1944年薛介民由國民政府派往美國亞利桑那路克空軍基地受訓。1946年學成歸國，駐守於南京，與劉邦榮透過同學趙良璋傳遞情報，將空軍陸軍的情報提供給中共，1948年國共內戰起，趙良璋被出賣遭逮捕，薛介民也遭到關押三個月審訊。
1948年薛介民被調往台灣，期間劉邦榮與毛履武陸續投共駕機返回中國，與薛介民失去聯繫管道，薛介民抵台後繼續服務於空軍總司令部，妻子姚明珠於台北開設育德診所行醫。1958年，薛介民與姚明珠身分遭人檢舉曝光而被逮捕，經5年審訊，同案張紹禎遭判刑13年，薛介民、姚明珠遭判死刑，1963年1月31日，薛介民與姚明珠槍決於新店安坑刑場。
由於子女長大後皆赴美，1989年薛介民與姚明珠的遺骨由子女遷葬於美國聖地牙哥墓園，薛介民長子薛人望畢業於台大動物系，赴美攻讀普渡大學碩士，貝勒醫學院博士，1991年擔任史丹佛大學婦產學科之專任教授，2014年前往莆田捐資設立獎學金獎助故鄉學子。

## 紀念
透過戰友劉邦榮證明與組織關係，2013年3月，中華人民共和國民政部正式追認薛介民與姚明珠為革命烈士。
2013年10月，北京西山國家森林公園的無名英雄廣場上立有無名英雄紀念碑，為紀念來台灣在1950年代被處決的隱避戰線烈士而設立。薛介民與姚明珠的姓名銘刻於紀念碑上。
2014年4月，薛介民與姚明珠由美国遷葬於北京市八寶山革命公墓。

## 平反
2019年5月30日，促進轉型正義委員會第四批平反，依據促轉會第23次、第24次、第26次委員會議決議，撤銷受難者徐維琛君等2006人之刑事有罪判決暨其刑，其中(51)鏡棠字第66號，有關薛介民、姚明珠共同意圖以非法之方法顛覆政府而著手實行之有罪判決暨其刑及沒收之宣告正式撤銷